# Eftas övervakningsmyndighet

|  | Länder som omfattas av Eftas övervakningsmyndighets befogenheter |

|  | Länder som omfattas av Europeiska kommissionens befogenheter |

Eftas övervakningsmyndighet är ett överstatligt  organ inom Europeiska ekonomiska samarbetsområdet som för Europeiska frihandelssammanslutningens medlemmar har motsvarande funktion som Europeiska kommissionen har för Europeiska unionens medlemsstater. Norge, Island och Liechtenstein är de stater som står under bevakning av övervakningsmyndigheten. Institutionen har sitt säte i Bryssel.
Övervakningsmyndigheten har bland annat till uppgift att tillse så att medlemsstaterna i sina nationella lagstiftande församlingar genomför de åtaganden om samordning av nationell lagstiftning med europeiska unionsrätten som de är ålagda att göra. Övervakningsmyndigheten kan också granska företag i de tre länderna gällande brott mot konkurrensregler. Om någon medlemsstat eller företag inte uppfyller sina åtaganden kan de ställas till svars vid Efta-domstolen.
EES-länderna har emellertid rätten att åberopa veto mot att följa delar av unionsrätten. Enligt giljotinprincipen innebär dock ett unilateralt veto, att den andra parten (Europeiska unionen) kan säga upp EES-avtalet och därmed förlorar Efta-landet tillgången till Europeiska unionens inre marknad. Sverige, Finland och Österrike lämnade Efta för att bli medlemmar i EU 1995.